# Vykonavatel soudního exekutora
Vykonavatel soudního exekutora je zaměstnanec soudního exekutora, který na základě jeho pověření provádí jednotlivé úkony v exekuci. Jeho postavení je obdobné, jako má soudní vykonavatel, většinou ale koná místní šetření v místech, kde by se mohl zdržovat povinný, doručuje písemnosti a sepisuje movité věci.
Vykonavatelem může být každý, kdo:
- má české občanství,
- má plnou svéprávnost,
- je bezúhonný,
- má úplné středoškolské vzdělání,
- je alespoň půl roku u daného soudního exekutora v pracovním poměru a
- složil kvalifikační zkoušku, kterou organizuje exekutorská komora.[3]

Podle sjednocujícího stanoviska Nejvyššího soudu Tpjn 304/2014 je v případech, kdy na základě písemného pověření soudního exekutora vykonává úkony, které může provést i soudní vykonavatel, v postavení úřední osoby.